# HD 188753 A b
HD 188753 A b — неподтверждённая экзопланета, обращающаяся вокруг звезды HD 188753 A в тройной звёздной системе HD 188753, находящейся в созвездии Лебедя на расстоянии 149 св. лет от Солнца.

## Физические характеристики
Все три звезды, входящие в систему HD 188753, располагаются друг от друга на расстоянии, примерно равном расстоянию от Сатурна до Солнца, а сама планета обращается на очень близкой орбите вокруг жёлтой звезды HD 188753 A, чрезвычайно похожей на наше Солнце. На небосводе этой планеты нередко находятся сразу три её «солнца».
Полный оборот по своей орбите планета совершает за 80 часов (3,3 земных дня), то есть находится совсем рядом со своим «главным солнцем», соответственно, температура её поверхности должна быть очень высока.
HD 188753 A b по своей массе несколько превосходит Юпитер.

## История открытия

### Открытие
HD 188753 A b является первой обнаруженной экзопланетой в тройной звёздной системе. Планету открыл в 2005 году польский астрофизик Мацей Конацкий (Maciej Konacki) из Калифорнийского технологического института.

### Сомнения
В феврале 2007 года существование HD 188753 A b было подвергнуто сомнению, и планета была официально отнесена к категории неподтвержденых или спорных планет.
Первооткрыватель планеты Мацей Конацкий выразил уверенность в своих данных и заявил, что планирует опубликовать подтверждение до конца 2007 года, однако этого не произошло.